# Толстянка четырёхугольная
Толстянка четырёхугольная (лат. Crassula tetragona) – вид суккулентных растений из рода Толстянка, семейства Толстянковые. Родной ареал: Капская провинция (ЮАР). Этот суккулентный полукустарник, произрастает в основном в субтропических биомах.

## Описание
Растения наземные, многолетние. Стебли прямостоячие, зеленые, умеренно ветвистые, 30-50 см высотой. Листовые пластинки от линейных до треугольных, 10-30 мм длиной, на вершине остроконечные. Соцветия рыхлые, цветки по 2 в узле. Цветоножки 3-5 мм. Цветки 5-членные; чашелистики (прямостоячие), треугольные, 1 мм в длину, вершина острая; лепестки узкотреугольные, 2-3 мм. Фолликулы прямостоячие, 6-10-семянные, яйцевидные; старые фолликулы прямостоячие, лодочкообразные.

#### Морфология
Многолетники с прямостоячими, полегающими или распростертыми ветвями высотой до 1 м, обычно умеренно разветвленные, с одеревеневшими или мясистыми стеблями, обычно гладкими, реже с сосочками, с отслаивающейся или отслаивающейся корой на старых стеблях, со старыми листьями опадающими или редко без них. Листья ланцетные, 8-80 (-50) х 1-4 (-5) мм, более или менее острые, дорзивентрально сжатые до теретальных, зеленые или часто с сизым налётом. Соцветие представляет собой тирс или дихазиум с плоской вершиной, с немногочисленными или многочисленными цветками на короткой цветоножке, с цветоносом длиной 10-150 мм и с (0) 1-3 парами прицветников без цветков. Чашечка: доли треугольные, 1-2 мм длиной, тупо острые, несколько мясистые, голые, зелёные или с красновато-коричневым оттенком. Венчик трубчатый, в основании сросшийся, 0,3-0,5 мм длиной, кремовый или реже белый; лопасти от эллиптических до обратноланцетных, 1-2 (-3) мм длиной, тупо острые и с более или менее отчетливым дорсальным гребнем, более или менее загнутые. Тычинки с коричневыми пыльниками. Чешуйки поперечно-продолговатые до почти квадратных, 0,2-0,4 х 0,4-0,6 мм, усеченные или выемчатые, обычно несколько сужены книзу, мясистые, жёлтые.

## Таксономия
Crassula tetragona L., Sp. Pl.: 283 (1753).

#### Этимология
Crassula: латинское наименование, означающие «толстый». Tetragona:  латинский эпитет, означающий «четырёхугольный (ая)».

#### Синонимы
Гомотипные (основанные на одном и том же номенклатурном типе):
- Creusa tetragona (L.) P.V.Heath  (1993)
- Sedum tetragonum (L.) Kuntze (1898)

## Подвиды
Подтвержденные подвиды по данным сайта Plants of the World Online на 2022 год:
- Crassula tetragona subsp. acutifolia (Lam.) Toelken
- Crassula tetragona subsp. connivens (Schönl.) Toelken
- Crassula tetragona subsp. lignescens Toelken
- Crassula tetragona subsp. robusta (Toelken) Toelken
- Crassula tetragona subsp. rudis (Schönland & Baker f.) Toelken
- Crassula tetragona subsp. tetragona